# 东许遗址
东许遗址，位于山西省临汾市曲沃县高显镇东许、靳庄、听城三个村之间，是中华人民共和国山西省文物保护单位之一。
2004年6月10日，授予山西省文物保护单位，是一座古遗址。